# Родине при Требњем
Родине при Требњем (словен. Rodine pri Trebnjem, нем Rodein) је насељено место у општини Требње, регија Југоисточна Словенија, Словенија.

## Историја
До територијалне реорганизације у Словенији била су у саставу старе општине Требње.

## Становништво
У попису становништва из 2011. године, Родине при Требњем је имала 82 становника.
| Број становника према пописима | Број становника према пописима | Број становника према пописима |
| ------------------------------ | ------------------------------ | ------------------------------ |
| 1991                           | 2002                           | 2011                           |
| 83                             | 77                             | 82                             |

Напомена: До 1955. исказивано под именом Родине.